# Bulimulidae
Bulimulidae is een familie van weekdieren uit de klasse van de Gastropoda (slakken).

## Taxonomie
De volgende onderfamilies zijn bij de familie ingedeeld:
- Bulimulinae Tryon, 1867
- Peltellinae Gray, 1855
- Bostrycinae Breure, 2012

### Geslachten
- Bostryx Troschel, 1847
- Bulimulus Leach, 1814
- Drymaeus Albers, 1850
- Kora Simone, 2012
- Leiostracus Albers, 1850
- Liparus Martens, 1861
- † Tocobaga Auffenberg, Slapcinsky & Portell, 2015[1]